# 田尻車站
田尻車站（日语：／ Tajiri eki */?）是一由東日本旅客鐵道（JR東日本）的所經營鐵路車站，位於日本宮城縣大崎市田尻沼部字鹽加良66-3號。田尻是JR東北本線沿線的車站，屬JR東日本仙台支社管轄的車站之一，由小牛田車站負責管理，是個委託JR東日本子公司東北綜合服務（東北総合サービス）代為營運的業務委託車站。

## 車站結構
側式月台2面2線的地面車站。起初為2面3線，後來徹去中線。站舍與月台以跨線天橋連接。

### 月台配置
| 月台 | 路線      | 方向 | 目的地     |
| ---- | --------- | ---- | ---------- |
| 1    | ■東北本線 | 下行 | 一之關方向 |
| 2    | ■東北本線 | 上行 | 仙台方向   |

## 相鄰車站
東日本旅客鐵道
■東北本線
小牛田－田尻－瀨峰

## 外部連結
- （日語）田尻車站（JR東日本） （页面存档备份，存于）